# Station Cheddington
Cheddington is een spoorwegstation van National Rail in Aylesbury Vale in Engeland. Het station is eigendom van Network Rail en wordt beheerd door West Midland Trains. 